# Saab Car Museum
Saab Car Museum, ibland kallat Saab Bilmuseum, är den svenska biltillverkaren Saab Automobiles tidigare bilmuseum. Museet är beläget i en av de gamla fabriksbyggnaderna som en gång tillhörde NOHAB i Trollhättan och har en samling bilar från den första prototypen till moderna modeller, samt modeller som inte serietillverkats.
I anslutning till museet finns även Innovatum och en linbana till de närbelägna kraftstationerna och slussområdet. Linbanan revs 2018. Vill man ta sig över Trollhätte kanal så finns en gångbro i nära anslutning till museet.

## Museet efter Saab Automobiles konkurs
I och med att Saab Automobile gick i konkurs i december 2011, blev museets inventarier en del i företagets konkursbo. Konkursförvaltaren lade ut dessa på anbud i januari 2012 och budgivningen vanns av Trollhättans stad och Saab AB för 28 miljoner kronor. Genom ingripande av Peter "Poker" Wallenberg hade Marcus och Amalia Wallenbergs Minnesfond stöttat kommunen med sex miljoner kronor för deras del av anbudet. Museet ägs nu till 70 % av kommunen och till 30 % av Saab AB och för dess driftskostnader svarar Trollhättans stad och Västra Götalandsregionen.

## Bildgalleri från museet

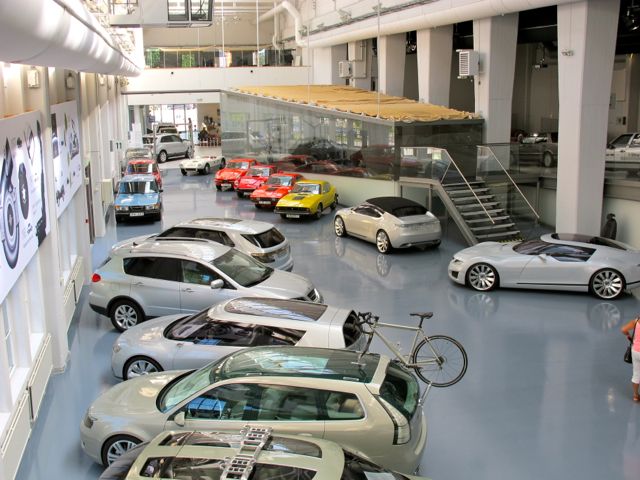
Saab Car Museum
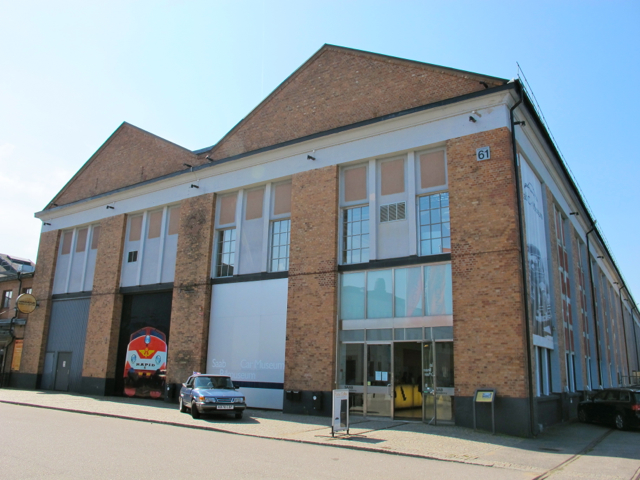
Saab Car Museum
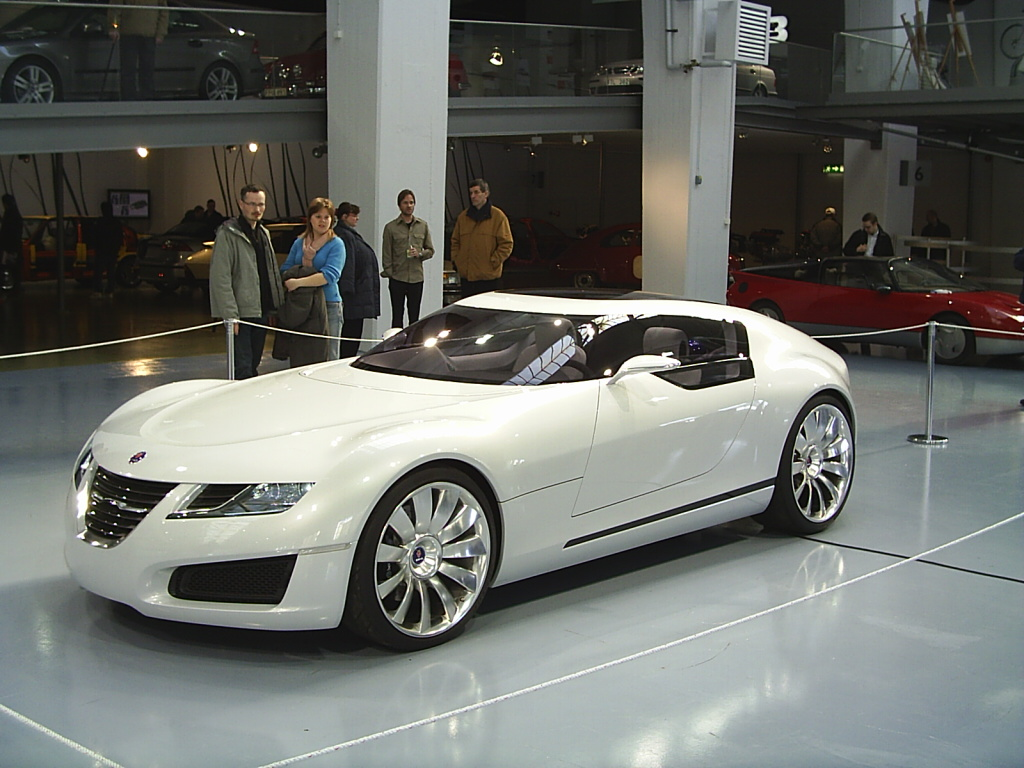
Konceptbilen Saab Aero X från 2006.
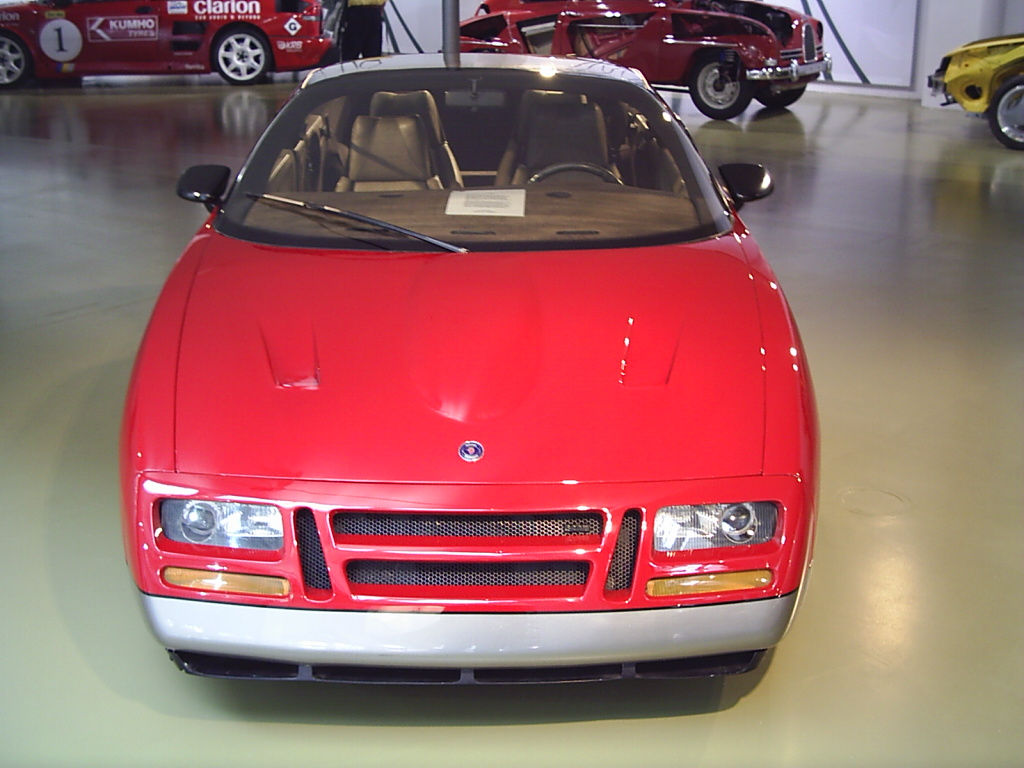
Konceptbilen Saab EV-1 som togs fram 1985.
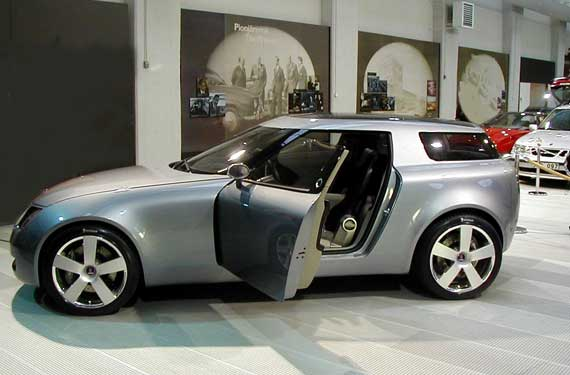
Konceptbilen Saab 9X från 2001.
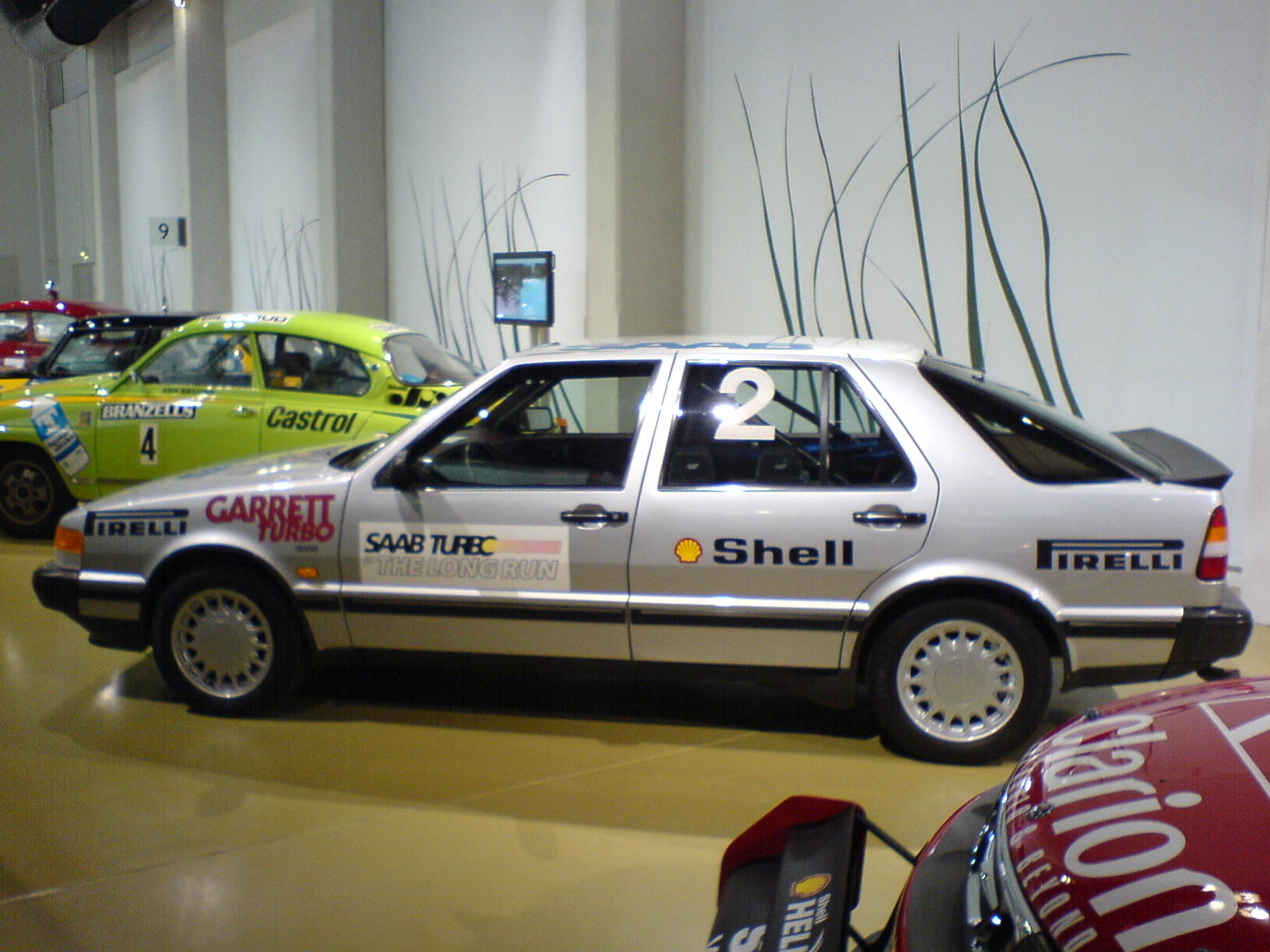
En av de tre Saab Talladega-bilarna från 1986.
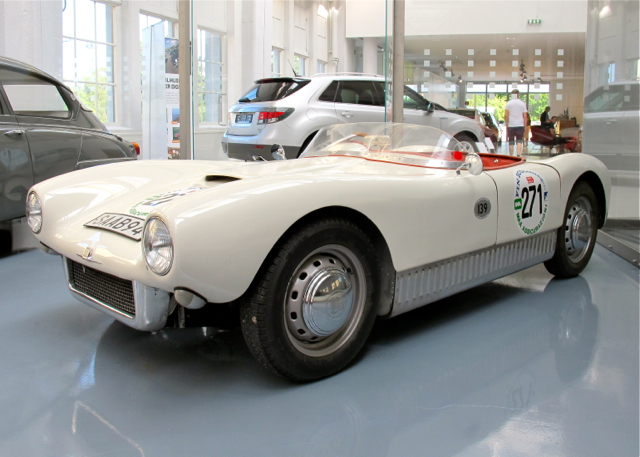
Saab 94 Sonett från 1956 på Saabs bilmuseum
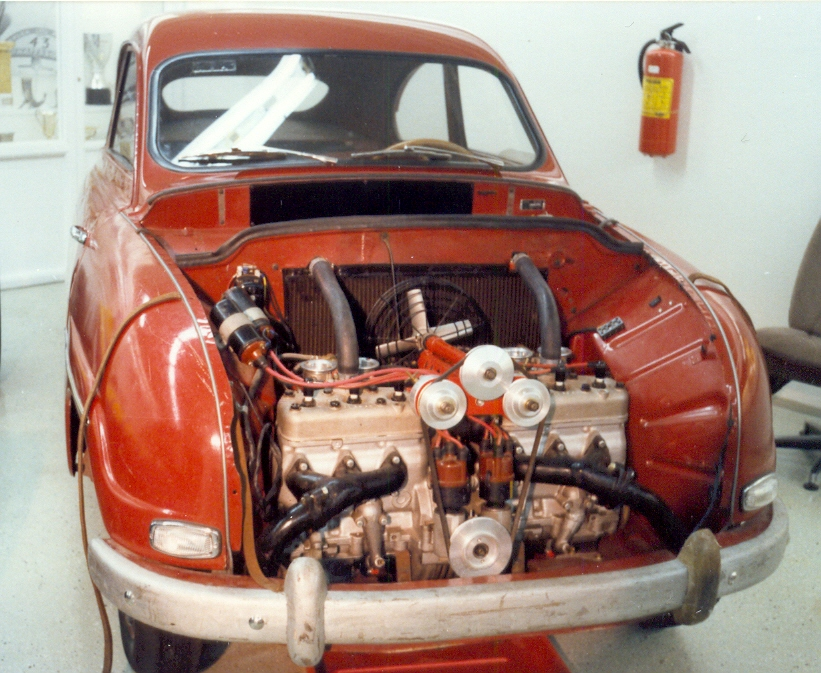
Experimentbilen Saab Monster från 1959. Bilen är en Saab 93 med två tvärmonterade 748 cc trecylindriga tvåtaktsmotorer.